# Geolycosa sexmaculata
Geolycosa sexmaculata este o specie de păianjeni din genul Geolycosa, familia Lycosidae, descrisă de Roewer, 1960.
Este endemică în Afghanistan. Conform Catalogue of Life specia Geolycosa sexmaculata nu are subspecii cunoscute.